# Legislativversammlung des Bundesstaats São Paulo
Die Legislativversammlung des Bundesstaats São Paulo, amtlich portugiesisch Assembleia Legislativa do Estado do São Paulo (ALESP) ist das oberste gesetzgebende Organ des brasilianischen Bundesstaats São Paulo.

## Allgemeines

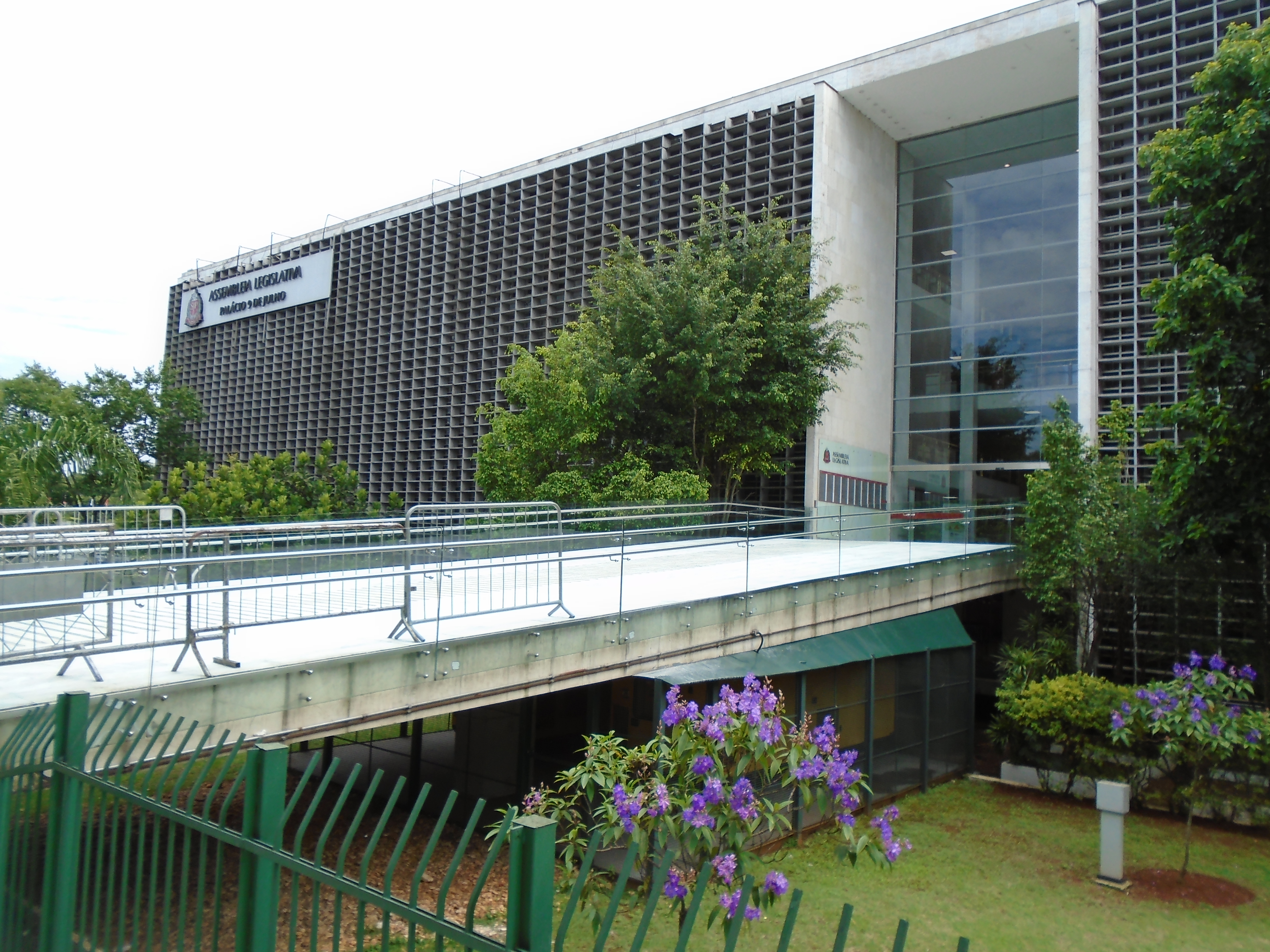
Palácio 9 de Julho, São Paulo

Ihr Sitz befindet sich im am 25. Januar 1968 eingeweihten Palácio 9 de Julho in São Paulo. Das Einkammerparlament besteht aus 94 nach Verhältniswahlrecht gewählten Abgeordneten, den deputados estaduais, die auf vier Jahre gewählt werden, zuletzt bei den Parlamentswahlen im Rahmen der Wahlen in Brasilien 2018.
Es verfügt seit 1999 über ein Jugendparlament, das Parlamento Jovem Paulista, seit 2002 über ein Kunstmuseum, das Museu de Arte do Parlamento de São Paulo, und über einen eigenen Fernsehsender TV ALESP.

## Geschichte
Nach der Ausrufung des Kaiserreichs Brasilien und der Verfassung von 1824 wurden den Provinzen Generalräte, die Conselhos Gerais de Província zugestanden, für die  Provinz São Paulo 21 Räte, die jedoch keine eigenen gesetzgebenden Zuständigkeiten hatten. Dies fand über die zentrale kaiserliche Macht in den Händen des Kaisers Pedro I. statt. Nach einer Verfassungsänderung von 1834 konnte mit Wirkung vom 2. Februar 1835 eine erste Legislativversammlung der Provinz São Paulo (Assembleia Legislativa da Província de São Paulo) installiert werden, die bis November 1889 27 Legislaturperioden abhalten konnte. Sitzungen fanden ab 1835 im Colégio dos Jesuítas statt.
Bei Gründung der Republik 1889 wurden die Provinzen in Bundesstaaten gewandelt und konnten sich selbst eigene Staatsverfassungen geben. Die Bürger entschieden sich für ein Zweikammersystem, als Vorläufer der heutigen Legislativversammlung, mit dem Legislativkongress des Staats São Paulo (Congresso Legislativo do Estado de São Paulo) bestehend aus einem Senat, dem Senado Estadual, und einer Abgeordnetenkammer, der Câmara Estadual. Installiert wurde das Parlament am 8. Juni 1891 und konnte seine Arbeit bis zur 14. Legislaturperiode fortsetzen, bevor es durch den Putsch von 1930 und die Vargas-Diktatur verboten wurde (Dekret Nr. 19.398 vom 11. November 1930). Der Staat hatte sich zwar 1935 eine neue Verfassung gegeben, die jedoch wirkungslos war. Erst mit dem Ende des Estado Novo und einer neuen Bundesverfassung von 1946 konnte auch der Bundesstaat nach einer Verfassunggebenden Versammlung eine neue Legislative nach rechtsstaatlichen Prinzipien aufnehmen, diesmal als Einkammersystem und zunächst 75 vorgesehenen Abgeordneten. Sitz war der Palácio das Indústrias, ab 1947 wurden die Legislaturperioden neu gezählt.
Durch die Militärdiktatur folgten neue Einschränkungen für die Landesparlamente. Mit der Brasilianischen Verfassung von 1988 konnte auch der Bundesstaat São Paulo sein Einkammernparlament erhalten, die Anzahl der Volksvertreter wurde der gewachsenen Bevölkerungszahl angepasst und auf 94 Abgeordnete erhöht. Sie wird bei der aktuellen 19. Legislaturperiode durch 20 Ständige Kommissionen unterstützt.

## Legislaturperioden der neuesten Zeit
- 1. Legislaturperiode: 1947–1951
- 2. Legislaturperiode: 1951–1955
- 3. Legislaturperiode: 1955–1959
- 4. Legislaturperiode: 1959–1963
- 5. Legislaturperiode: 1963–1967
- 6. Legislaturperiode: 1967–1971
- 7. Legislaturperiode: 1971–1975
- 8. Legislaturperiode: 1975–1979
- 9. Legislaturperiode: 1979–1983
- 10. Legislaturperiode: 1983–1987
- 11. Legislaturperiode: 1987–1991
- 12. Legislaturperiode: 1991–1995
- 13. Legislaturperiode: 1995–1999
- 14. Legislaturperiode: 1999–2003
- 15. Legislaturperiode: 2003–2007
- 16. Legislaturperiode: 2007–2011
- 17. Legislaturperiode: 2011–2015
- 18. Legislaturperiode: 2015–2019
- 19. Legislaturperiode: 2019–2023, aktuell

Quelle: